# Dolores (partido)
Dolores (Partido de Dolores) is een partido in de Argentijnse provincie Buenos Aires. Tussen 1991 en 2001 steeg het inwoneraantal met 9,1 %.

## Plaatsen in partido Dolores
- Dolores
- Sevigne
- Los Sauquitos
- Parravicini
- Sol de Mayo